# Михаил Максимович
Михаил Максимович е български книжовник и преводач, деец на Българското възраждане в Македония.

## Биография
Михаил Максимович издава във Виена в 1889 година и в Солун в 1890 – 1892 година серия от малки детски книги с поучително съдържание, учебници и календарче, които предлага с отстъпка над 40%. В 1891 става управител на новооткритото българско отделение в печатницата на Теодорос Ираклис (Ираклидис). В 1892 година е цензор във вилаетската комисия за народното просвещение, а по-късно вилаетски драгоман. В 1892 година издава „Османска история“. В 1893 година подпомага Михаил Шатоев, който се опитва да създаде в Радовиш, Солун и Цариград научно списание.